# Vanilla Fudge
Vanilla Fudge — американський психоделічний гурт, утворений 1966 року у місті Нью-Йорк. Гурт називають «одним з небагатьох американських зв'язків між психоделією та тим, що незабаром перетворилося на хеві-метал». Відомо також, що Vanilla Fudge вплинув на інші великі групи, такі як The Nice, Deep Purple, Yes, Styx, Led Zeppelin та Uriah Heep.

## Історія
До складу гурту ввійшли: Марк Стейн (Mark Stein), 11.03.1947, Бейянн, Нью-Джерсі, США — вокал, орган; Вінс Мартелл (Vince Martell), 11.11.1945, Нью-Йорк, США-гітара, вокал; Тім Богерт (Tim Bogert), 27.08.1944, Річфілд, Нью-Джерсі, США — бас, фортепіано, вокал та Джої Бреннен (Joey Brennan) — ударні.
Спочатку всі ці музиканти входили до складу нью-йоркської формації The Pigeons, яка копіювала гурт Young Rascals. Незабаром Бреннена замінив Кармайн Еппіс (Carmine Аррісе), 15.12.1946, Нью-Йорк, США, і коли музиканти відпрацювали свій власний стиль, то були представлені продюсеру Шейдоу Мортону, який був відомий як прихильник мелодраматичного попу і співпрацював з The Shangri-Las.
Квартет, якому звукозаписуюча фірма дала назву Vanilla Fudge, відразу здобув успіх виданням емоційної версії твору гурту The Supremes «You Keep Me Hanging On». Запропоноване у цій версії сповільнення темпу, вишукана гра та вокальна гармонія, що походила з стилю госпел, також знайшли своє досконале відображення на дебютному альбомі. Також до цього альбому ввійшло чимало цікавих інших версій таких творів як «People Get Ready» The Impressions, «Bang Bang» Sony & Cher та «Eleanor Rigby» і «Ticket To Ride» The Beatles. Однак наступний альбом «The Beat Goes On» виявився невдалим і занадто амбітним, а подальші пропозиції групи були не в змозі повторити успіх першого альбому.
Наступні записи Vanilla Fudge презентували дуже простий нецікавий хард-роковий матеріал і 1970 року гурт припинив свою діяльність. Басист та ударник опинились разом у гурті Cactus, a пізніше разом з Джеффом Беком утворили формацію Beck, Bogert & Аррісе. Стейн без успіху керував гуртом Boomerang, а потім співпрацював з Томмі Боліном та Елісом Купером. Мартелл приєднався до гурту The Good Rats, що був популярним у барах Лонг-Айленда. 1983 року музиканти знову зібралися разом і записали альбом «Mystery», який виявився повним непорозумінням. 14 травня 1988 року гурт зібрався ще раз, щоб виступити у нью-йоркському «Madison Square Garden» у концерті на честь сорокарічного ювілею фірми «Atlantic».

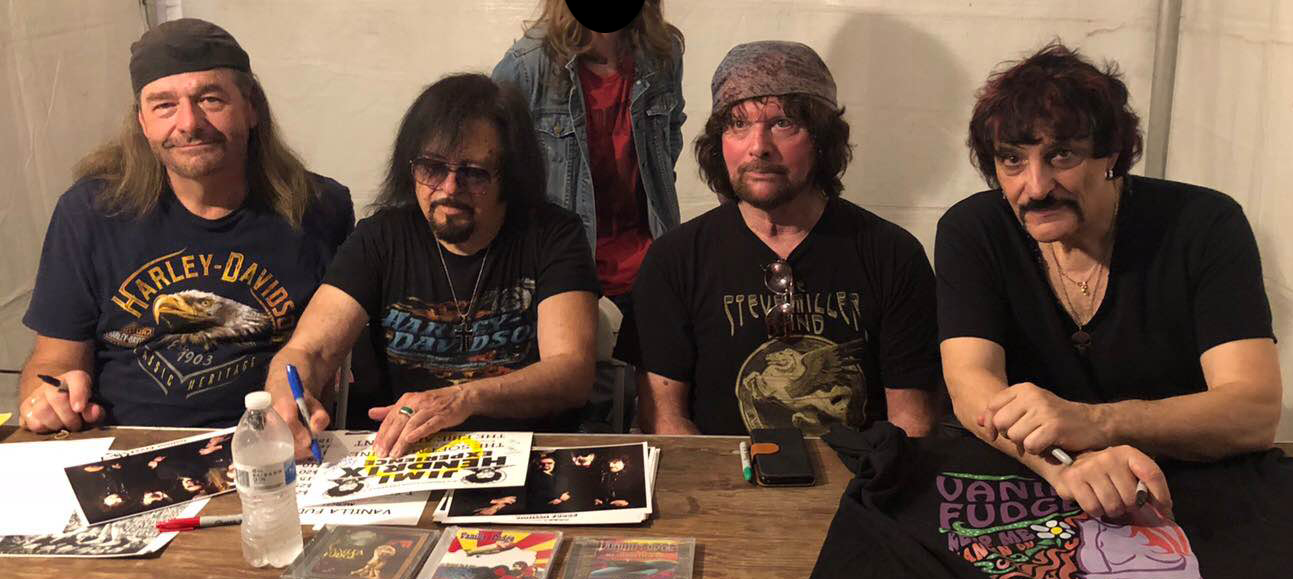
Vanilla Fudge у 2018 році

Група повернулася до студії у 2007 році, щоб записати кавер-альбом Led Zeppelin Out Through the In Door.
У 2015 році Vanilla Fudge випустили свій перший за десять років альбом — Spirit of '67.
13 січня 2021 року один із засновників гурту, Тім Богерт, помер у віці 76 років після тривалої боротьби з раком. 6 вересня 2021 року група випустила кавер пісні «Stop! in the Name of Love» гурту the Supremes присвячену Тіму Богерту.

## Дискографія

### Студійні альбоми
- 1967: Vanilla Fudge
- 1968: The Best Goes On
- 1969: Renaissance
- 1969: Near The Beginning
- 1969: Rock & Roll
- 1984: Mystery
- 2002: The Return
- 2007: Out Through the In Door
- 2015: Spirit of '67

### Збірки та концертні альбоми
- Best of Vanilla Fudge (1982)
- The Best of Vanilla Fudge — Live (1991)
- Psychedelic Sundae — The Best of Vanilla Fudge (1993)
- The Return — Live in Germany Part 1 (2003)
- The Real Deal — Vanilla Fudge Live (2003)
- Rocks the Universe — Live in Germany Part 2 (2003)
- Good Good Rockin' — Live at Rockpalast (2007)
- Orchestral Fudge (наживо) (2008)
- When Two Worlds Collide (наживо) (2008)
- Box of Fudge — Rhino Handmade (2010)
- The Complete Atco Singles (2014)
- Live At Sweden Rock 2016-The 50th Anniversary (наживо) (2017)